# 贾军
贾军（1936年11月—），汉族，黑龙江青冈人，中华人民共和国政治人物。

## 生平
1952年8月至1955年7月，在鹤岗矿山工业学校测绘土建专业学习，开滦建筑工程学校工业与民用建筑专业学习。1955年7月至1959年10月，任燃料工业部郑州煤矿基本建设局焦作建筑安装工程处技术员、焦作第三建井工程处秘书。1956年7月，加入中国共产党。1959年10月至1960年10月，任中共河南省焦作市委第一工业部干事。1960年10月至1966年11月，任煤炭工业部焦作矿务局党委办公室秘书、副主任。1966年11月至1970年8月，任煤炭工业部六枝矿务局筹备处秘书组组长。1970年8月至1976年10月，任煤炭工业部六枝矿务局办公室副主任、主任，局政治部副主任。1976年10月至1982年3月，任煤炭工业部办公厅调研室工程师。1982年3月至1984年12月，任煤炭工业部干部司副司长。1984年12月至1986年8月，任煤炭工业部干部司司长。1986年8月至1988年2月，任中央国家机关党委副书记。1988年2月至2001年12月，任中央国家机关工委副书记。2003年3月，当选为政协第十届全国委员会常务委员、提案委员会副主任。政协第九届全国委员会委员。此外担任中共第十五届中央候补委员，中共十三大、十四大相继当选为中央纪律检查委员会委员。